# Молекулярне клонування
Молекуля́рне клонува́ння — група методів у молекулярній біології та біотехнології, пов'язаних зі створенням рекомбінантних молекул ДНК і отриманням багатьох копій цієї молекули in vivo. Термін "клонування" в такому випадку означає, що з однієї клітини, що містить рекомбінантну молекулу ДНК, шляхом мітотичного поділу утворюється велика кількість ідентичних за генетичною інформацією клітин — клонів. 
Клонування часто використовується для ампліфікації фрагмента ДНК, що містить гени, але може використовуватися і для ампліфікації будь-якої послідовності ДНК, наприклад промоторів, некодуючих послідовностей і випадкових фрагментів ДНК. Молекулярне клонування широко використовується в багатьох біологічних експериментах та находить багато практичних застосувань, наприклад виробництво білків у значній кількості.
Молекулярне клонування пов'язане з процедурою субклонування, тобто переміщення фрагмента ДНК (зазвичай гену) з одного вектора до іншого. Іноді термін неправильно використовується, посилаючись на процес позиційного клонування, тобто визначення хромосомного розташування гена, пов'язаного із певним фенотипом. На практиці, локалізація гена на хромосомі або в регіоні геному не обов'язково надає можливість ізолювати його послідовність.

## Історія
Історія молекулярного клонування тісно пов'язана з розвитком генної інженерії загалом, можливість якої зумовлена спільністю генетичного коду для всіх живих організмів. Передумовами появи технології стало відкриття явища рестрикції у 1962, а також розуміння  механізму процесу.
У 1972 році було створено першу рекомбінантну молекулу ДНК: шляхом об'єднання двох молекул ДНК поліомавірусу SV40. 
Таким чином вперше було отримано штучно створену молекулу ДНК. Цей рік вважається роком початку генетичної інженерії як такої. Вже в наступному році, використовуючи рестриктази, було вперше ізольовано окремий ген та клоновано його у плазмідний вектор. 

## Процедура
Для проведення процедури молекулярного клонування потрібно, по-перше, вибрати біологічний об'єкт, де необхідна нуклеотидна послідовність буде реплікуватись. Для молекулярного клонування можуть застосовуватись як прокаріотичні, так і еукаріотичні організми, залежно від задачі, яку необхідно вирішити. Найчастіше в лабораторіях використовуються кишкова паличка Escherichia coli та дріжджі Saccharomyces cerevisiae відповідно. 
По-друге, необхідно обрати вектор для клонування. Векторна молекула повинна відповідати декільком обов'язковим умовам: 1) вектор повинен тривалий час існувати в популяції клітин-господарів (тобто реплікуватись або автономно, або разом з хромосомами клітин); 2) має містити біохімічні або генетичні маркери, які дозволяли виявляти його у клітинах; 3) структура молекули повинна допускати вбудування в неї нуклеотидної послідовності без порушення її функціональної цілісності. Для конструювання векторів використовують плазміди, вірусні послідовності ДНК, а також фрагменти хромосом еукаріотичних клітин. Сучасні векторні системи дозволяють створювати рекомбінантні молекули, що здатні нести у своєму складі послідовності довжиною до кількох сотень тисяч нуклеотидів (так звані штучні хромосоми).
Типи векторних систем, що застосовуються у молекулярному клонуванні та їх характеристика:
| Вектор           | Величина клонованої послідовності (кілобази) | Опис | Недоліки |
| ---------------- | -------------------------------------------- | --- | --- |
| Плазміди         | До 20                                        | Невеликі кільцеві молекули ДНК, що існують в природі, як правило насамперед, у бактеріальних клітинах, і реплікуються автономно у клітині. | Величина клонованої послідовності менша, за довжину еукаріотичних генів. Зі збільшення величини вставки падає ефективність лігування та трасформації клітин. |
| Фаг лямбда       | ~15                                          | | |
| Косміди          | 45                                           | Гібриди плазмід з вірусними векторами | |
| P1 фаг           | 100                                          | | |
| Штучні хромосоми | 300-1 000                                    | | Часті делеції послідовностей всередині вектора та вставки |

###### Стандартна процедура клонування містить 4 базових кроки:[6]
1) Виділення послідовностей чужорідної ДНК;
2) Вставлення чужорідної ДНК у вектор — створення рекомбінантної ДНК;
3) Трансформація рекомбінантної ДНК-молекули в клітину-господаря, де може вона зможе реплікуватись;
4) Скринінг отриманих клонів для ідентифікації клітин, що містять необхідну рекомбінантну молекулу.

### Отримання чужорідної ДНК
Існує велика кількість методів отримання геномної ДНК з клітин, але всі вони мають кілька загальних кроків.
Вони мають в собі наступне: 
1) лізис клітин або тканин, звідки ДНК має бути виділена; 
2) очищення від білків та РНК; 
3) преципітація ДНК за допомогою ізопропанолу або етанолу. Для виділення ДНК з органел (пластиди, мітохондрії) застосовують  окремі методики, до яких належать ультрацентрифугування або центрифугування в градієнті щільності сахарози. 
Часто для дослідження еукаріотичних генів береться не геномна ДНК, а інформаційна РНК, на матриці якої за допомогою ПЛР зі зворотною транскрипцією утворюється комплементарна ДНК (кДНК), тобто послідовність еукаріотичного гена, в якому відсутні інтрони. Це дозволяє зменшити довжину клонованої послідовності без зміни при подальшій експресії у первинній структурі білка. Процедура виділення тотальної РНК загалом подібна до виділення ДНК, однак має певні особливості. Так, якщо ДНК представлена в клітинах в рівній мірі, то наявність і рівень експресії конкретної РНК, як правило, варіює в різних органах і тканинах. Другою особливістю є малий час існування мРНК: бактеріальна мРНК дуже нестабільна, період напіврозпаду — кілька хвилин; період напіврозпаду еукаріотичної мРНК вимірюється годинами й добами.

### Створення рекомбінантної ДНК
Після виділення ДНК, її ділять на фрагменти, які будуть підлягати клонуванню. Для цього можуть застосовуватись фізичні методи (ультразвукова обробка), але частіше використовують рестрикційні ендонуклеази або рестриктази.

#### Рестрикція
Рестриктази - група ферментів класу гідролаз, що каталізують реакцію гідролізу нуклеїнових кислот. В молекулярній біотехнології знайшли широке використання завдяки властивості гідролізу лише у певних місцях — сайтах рестрикції.

### Трансформація
Трансформація — метод перенесення чужорідної ДНК в рослинні або бактеріальні клітини. Аналогічна процедура для тваринних клітин називається трансфекція. Суть методу полягає в наступному. За допомогою певного механізму чи процедури чужорідна ДНК отримує можливість проникнути крізь клітинну стінку та мембрану, де вона може або вбудуватися в геном клітини-господаря, або ж існувати незалежно (у випадку плазмід).

### Скринінг
Оскільки після трансформації утворюються клони, що містять різні продукти лігування, виникає потреба у пошуку і відборі лише тих клонів, що містять досліджувану послідовність. Існує дві загальні стратегії відбору потрібних клонів: 1) пряма селекція; 2) пошук з бібліотек клонів.
При прямій селекції трансформанти висівають на селективне середовище, що містить маркер, який дозволяє рости лише бажаним колоніям. В найпростішому випадку таким маркером є стійкість до антибіотика, який може, наприклад, знаходитись у векторній послідовності. Однак навіть в такому випадку існує можливість трансформації клітин порожньою плазмідою, що не лігувалась зі вставкою. Для точнішого скринінгу використовують додаткові техніки, наприклад використання агарози з LB-середовищем та кольоровими маркерами, таких як X-gal та його аналоги.
Інша стратегія полягає в скринінгу через бібліотеки клонів. Бібліотека клонів (клонотека) являє собою колекцію клонів, яка містить в сумі усю генетичну інформацію досліджуваного організму. Однак якщо для бактерій можливо створити клонотеку, яка міститиме кілька сотень клонів, то для еукаріотичних організмів, чий геном більший за на кілька порядків, підтримувати повну геномну бібліотеку фізично неможливо. В таких випадках створюють бібліотеки кДНК, які містять лише послідовності генів, в яких відсутні інтрони.

## Застосування
Клонування ДНК застосовується в генетичному фінґерпринтингу; в генетичній інженерії для створення рослин з покращеними харчовими властивостями або підвищеною стійкістю до захворювань; для виробництва білка у промислових масштабах; для секвенування геномів, зокрема при визначенні послідовності РНК та білків, для оцінки експресії гена.

## Молекулярне клонування та ПЛР
В той час як молекулярне клонування є методом збільшення кількості ДНК in vivo, тобто всередині клітин живих організмів, ампліфікація при ПЛР є методом in vitro. Попри те, що обидва методи застосовуються, фактично, для однієї мети, особливості даних методів ставлять різні задачі. Так, наприклад, ПЛР є відносно простим методом отримання необхідного продукту, а тривалість реакції складає кілька годин, в той час, як процедура клонування займає декілька днів. Однак методика ПЛР має 2 принципових обмеження. По-перше, існує ліміт довжини послідовності, яку можна отримати за допомогою ПЛР. За допомогою звичайних методів відносно легко можна отримати фрагменти величиною до 5 кілобаз, а застосовуючи спеціальні методики (довга ПЛР)  вдається синтезувати ланцюги довжиною до 40 кілобаз. Проте, це менше, ніж довжина багатьох еукаріотичних генів. По-друге, оскільки при ПЛР потрібне специфічне спарювання праймерів з ланцюгом ДНК, для ампліфікації необхідно знати послідовність гена. Тому для отримання нових генів ПЛР не може застосовуватись.

## Зовнішні посилання
- Protocols Online: Cloning [Архівовано 12 жовтня 2013 у Wayback Machine.] Набір протоколів для молекулярного клонування. (англ.)
- Jove: Molecular Cloning [Архівовано 27 листопада 2013 у Wayback Machine.] Відео про молекулярне клонування. (англ.)